# Hòn Đất (núi)

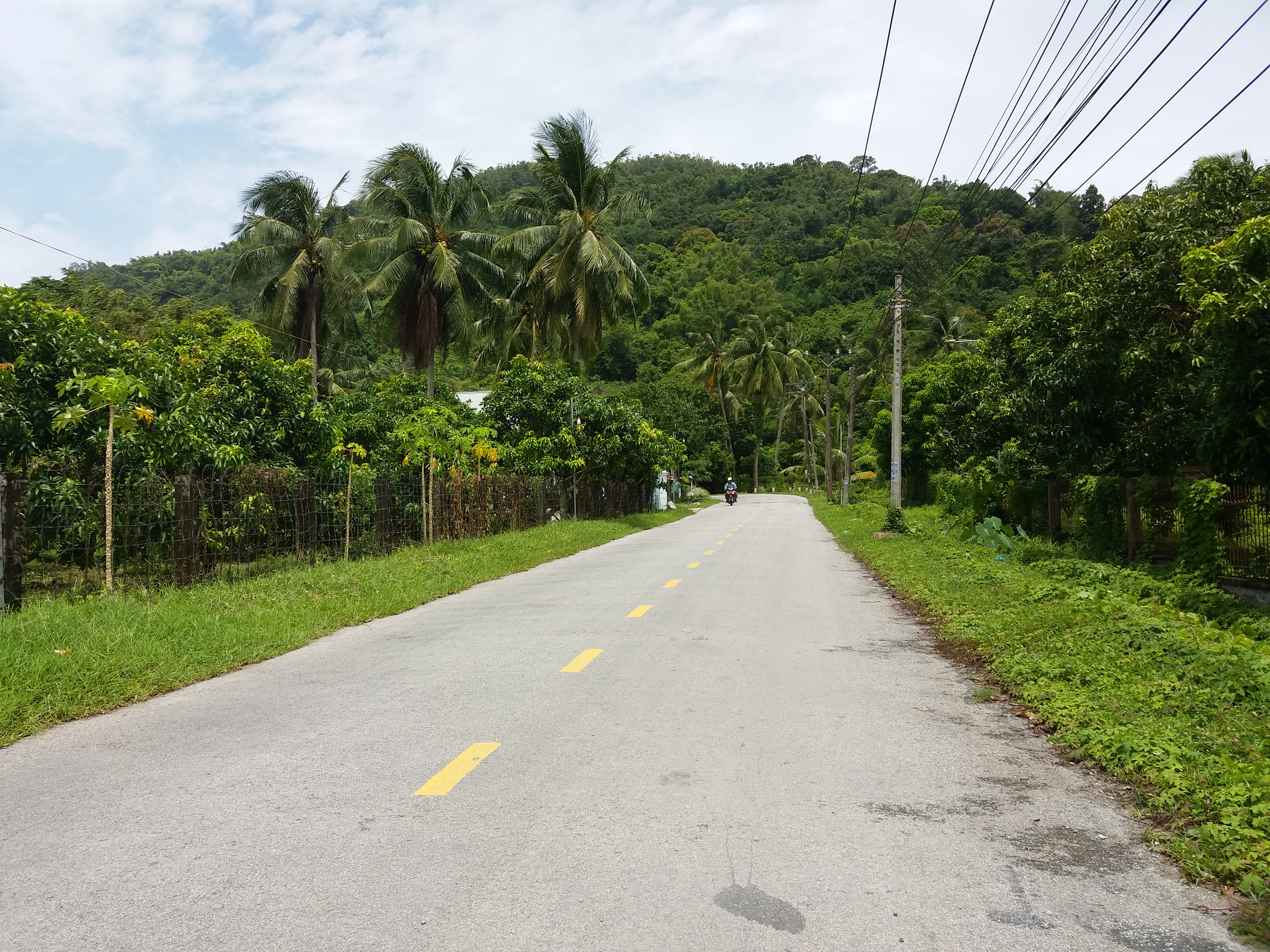
Núi Hòn Đất.

Hòn Đất (hay núi Đông Thổ) là một ngọn núi ven biển thuộc xã Thổ Sơn, huyện Hòn Đất, tỉnh Kiên Giang, Việt Nam, cùng với Hòn Me và Hòn Quéo tạo thành quần thể núi gọi là Ba Hòn. Vị trí núi nằm cách thị trấn Hòn Đất khoảng 9 km về hướng nam, chệch hướng tây nam theo đường chim bay. Con đường từ thị trấn Hòn Đất đến núi Hòn Đất dài khoảng 13 km. Quần thể ba ngọn núi trước đây là vùng căn cứ cách mạng Ba Hòn và hiện tại là Khu di tích lịch sử cấp quốc gia.

## Vị trí

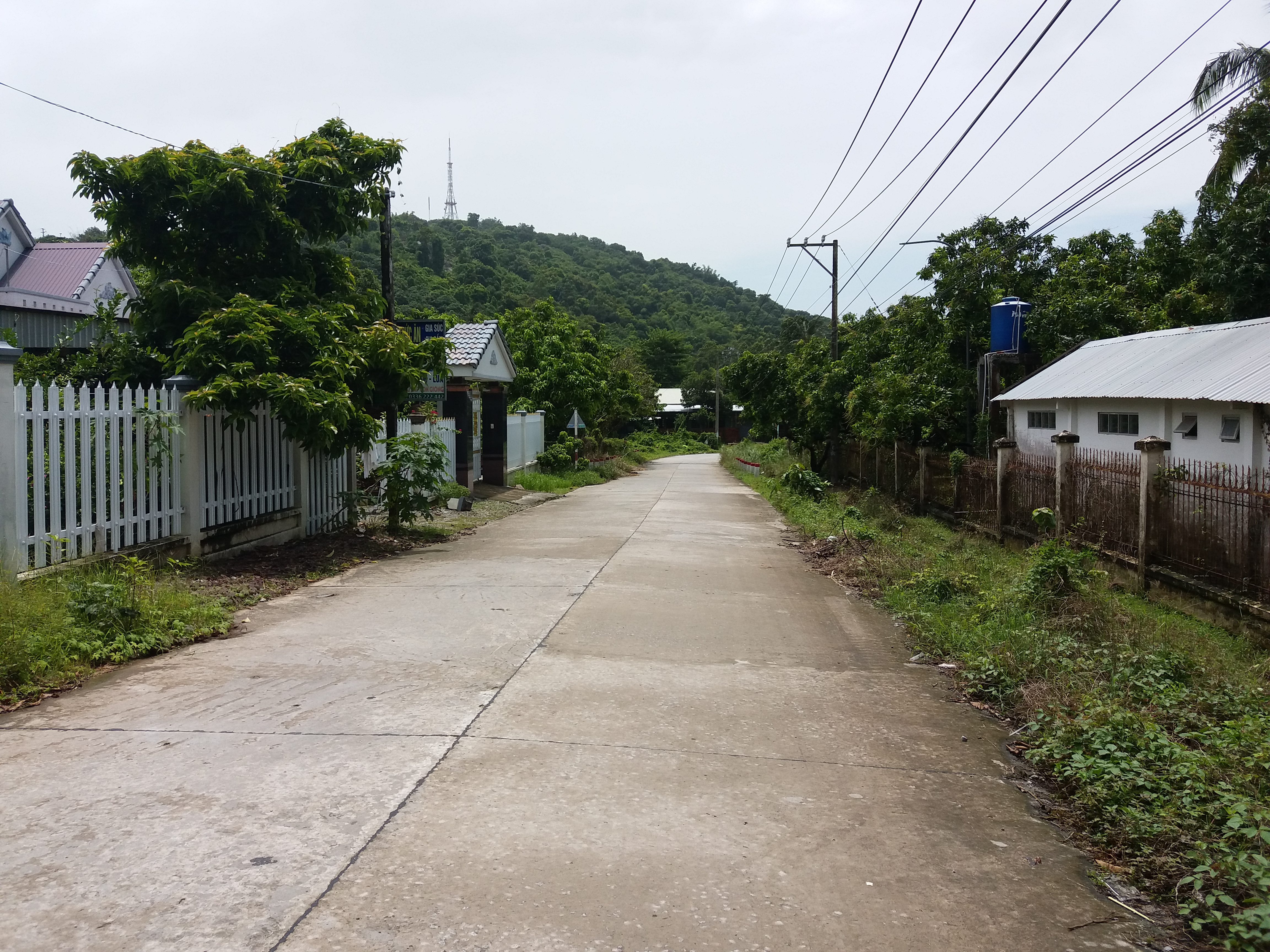
Con đường bê tông chạy quanh chân núi, nhìn từ xa là núi Hòn Me lân cận.

Núi nằm trên địa phận của huyện cùng tên, thuộc tỉnh Kiên Giang, bên bờ vịnh Thái Lan với xung quanh là đồng bằng. Từ thành phố Rạch Giá theo đường Quốc lộ 80 khoảng 30km về phía tây bắc, đến thị trấn Hòn Đất thì rẽ về hướng tây nam, đây là con đường đi ngang núi Hòn Sóc, đoạn đến núi Hòn Sóc là đường nhựa, từ đó đi tiếp sẽ là đường bê tông với bề ngang rất rộng, nhưng vẫn chưa xây dựng hoàn thành.
Núi nằm về phía đông nam của quần thể ba hòn núi cạnh nhau. Chân núi cách biển tầm 300 mét và được bọc ngang qua bởi một tuyến đê ven biển và một con đường nhựa chạy song song tuyến đê. Mặt phía tây và phía đông là các khu nuôi trồng thủy sản, phía bắc là khu vực cánh đồng lúa. Núi kết nối với núi Hòn Me ở tây bắc, với khoảng cách chỉ 100 m. Có một con đường bao bọc quanh núi, hầu hết là đoạn đường bê tông, một đoạn phía bắc là đường nhựa.

## Tự nhiên
Núi Hòn Đất cao 260 m, nằm sát biển cấu tạo chủ yếu là đá granit. Rừng bao phủ núi, người dân địa phương sống tập trung vòng quanh dưới chân núi, với nhiều vườn xoài, dừa,... quanh nhà.
Núi nằm trong khối địa chất Hòn Me–Hòn Đất, với độ tuổi 114 triệu năm khi phân tích tuổi đồng vị K-Ar, được xếp vào tuổi Jura muộn–Creta sớm. Các ngọn núi trong vùng, bao gồm Hòn Đất là núi sót trên địa hình bằng phẳng được tạo nên từ các thành mắc ma xâm nhập khối địa chất này.
Nền địa chất của núi hiện nằm trong khu vực sụt lún. Nguyên nhân do kết chậm của lớp đất sét yếu bão hòa nước, tốc độ sụt 20,6 mm/năm.
Hòn Đất có 9 hang động.

## Lịch sử

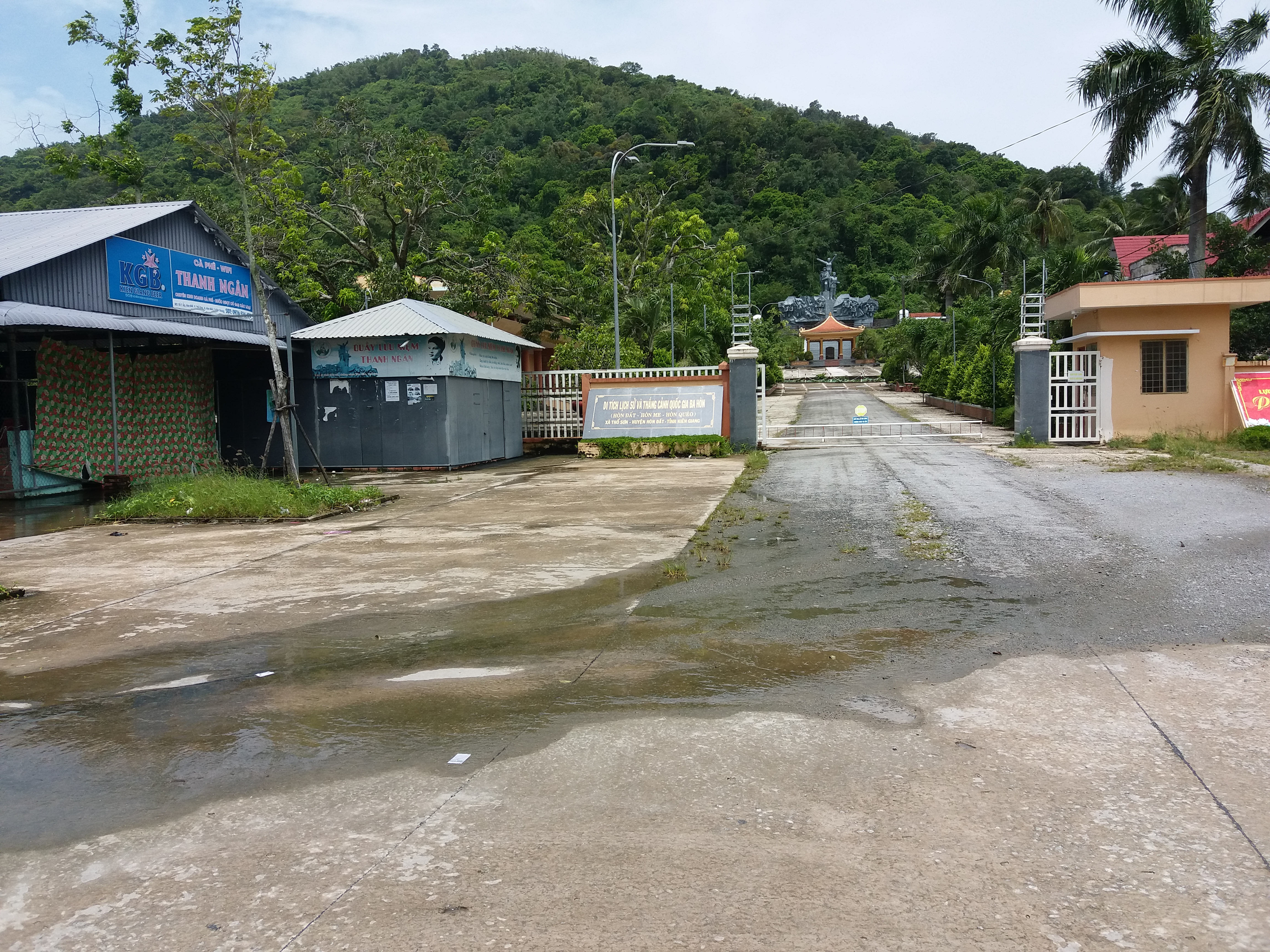
Núi Hòn Đất nhìn từ hướng tây bắc về hướng đông nam, tại cổng Khu di tích.

Khoảng từ đầu thế kỷ 19, vùng núi Hòn Đất được Xiêm La quốc lộ trình tập lục mô tả là rừng bao phủ cây cối sum suê, có nhiều thảo dược, người dân địa phương làm dầu rái, đốt than, lấy tổ ong.
Núi Hòn Đất cùng hai ngọn núi Hòn Me, Hòn Quéo trong quần thể Ba Hòn nằm trong Khu di tích lịch sử cấp quốc gia, khu di tích được công nhận vào năm 1989. Trong thời kỳ chiến tranh, khu vực này là vùng căn cứ cách mạng Ba Hòn.
Dưới chân núi giữa Hòn Đất và Hòn Me có khuôn viên Khu di tích lịch sử Hòn Đất, bên trong có mộ và nơi thờ chị Sứ. Khu vực có bậc thang cao dẫn lên núi, có các bức phù điêu bằng đá hoa cương khắc tên 967 liệt sĩ quân Cách mạng trong thời kỳ chiến tranh chống Pháp, rồi Mỹ. Khuôn viên Khu di tích lịch sử Hòn Đất xây dựng từ năm 2002, có diện tích 22.000 m2.
Các địa điểm nổi bật khác tại núi gồm: hang Quân Y, Điện mặt trăng, đình thần Nguyễn Trung Trực, Thiên Sơn cổ tự miếu.
Ngày 30 tháng 4 năm 2015, Thủ tướng Nguyễn Tấn Dũng cùng phu nhân, đại diện Bộ Tư lệnh Quân khu 9, lãnh đạo tỉnh Kiên Giang, hơn 250 cựu quân dân y, cựu thanh niên xung phong các tỉnh, thành trên khắp miền Tây Nam Bộ đã từng sống, chiến đấu tại vùng Ba Hòn về dự lễ khánh thành Bia lưu niệm Quân dân y tỉnh Kiên Giang. Công trình xây dựng trên diện tích hơn 1.000 m2, gồm có nhà bia, phù điêu, cổng–hàng rào, đường lên hang quân y, cây xanh,... Khu khuôn viên này nằm khá gần khu mộ chị Sứ.

## Kinh tế

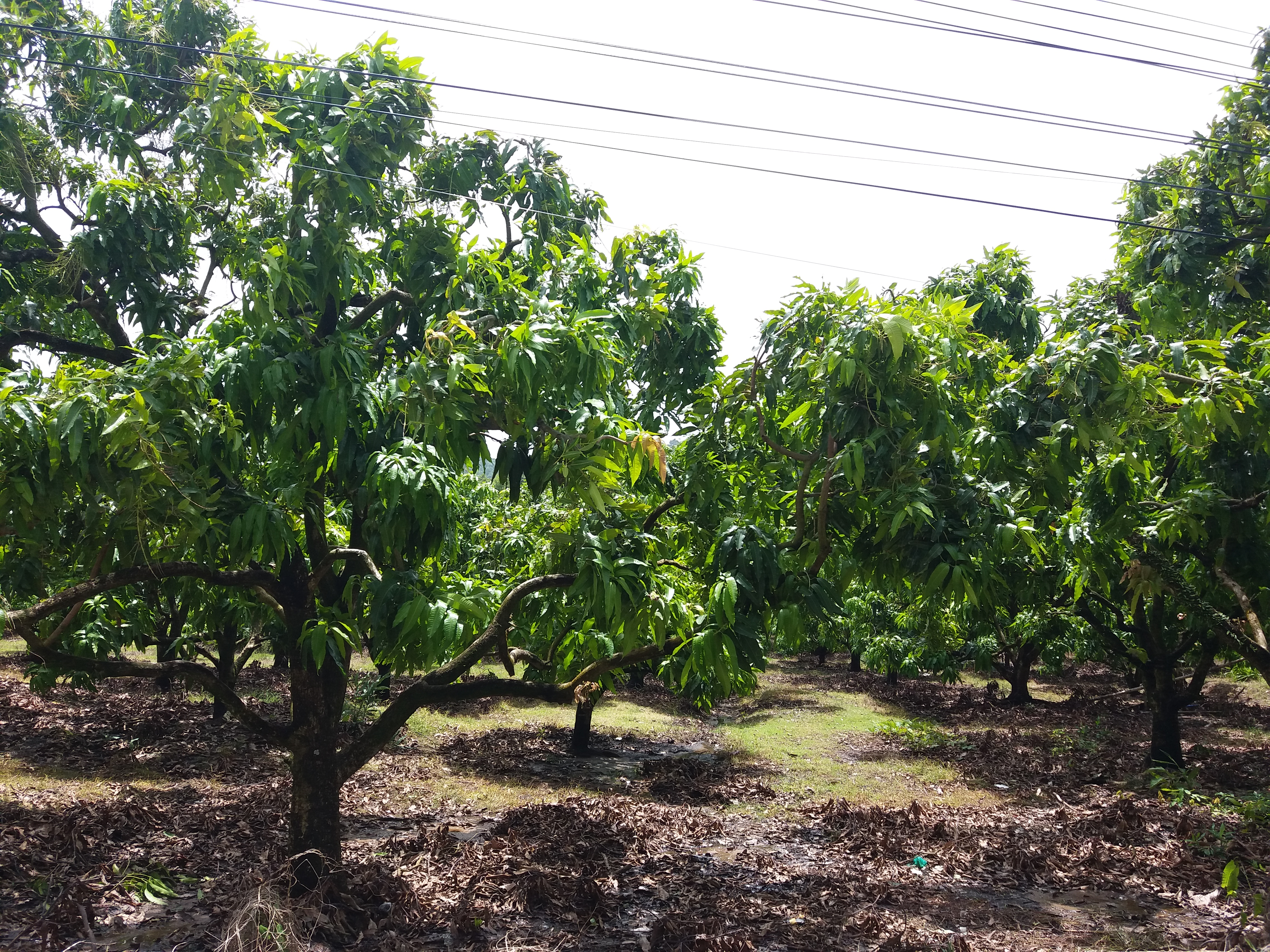
Một vườn xoài dưới chân núi.

Người dân địa phương sống chủ yếu bằng nông nghiệp, với trồng trọt ruộng lúa, chăn nuôi trâu, trồng xoài, nuôi thủy sản. Cuộc sống thuần nông ban đầu đã dần đa dạng lĩnh vực hoạt động, địa điểm mộ chị Sứ và hệ thống hang động của núi trở thành điểm tham quan du lịch. Hằng năm, khu mộ chị Sứ và các điểm tham quan trên núi Hòn Đất, cùng các điểm tham quan ở hai ngọn núi lân cận của quần thể núi Ba Hòn đón 90.000 lượt khách du lịch. Có một số điểm bán quà lưu niệm.
Trong các năm 2021–2022 chính quyền địa phương đã hoàn thành việc trùng tu, nâng cấp và trưng bày hiện vật Nhà trưng bày tại di tích lịch sử–thắng cảnh quốc gia Ba Hòn tại núi. Dự kiến các năm 2023–2025 sẽ trùng tu hệ thống Hang Hòn, là các hang động được quân cách mạng trước đây sử dụng trong thời kỳ chiến tranh. Núi cùng với các núi lân cận của vùng Ba Hòn được đánh giá là có tiềm năng du lịch lớn vẫn chưa khai thác. Chính quyền huyện Hòn Đất đang kêu gọi các doanh nghiệp đầu tư du lịch, dự định xây dựng cáp treo.
Trưởng Phòng Văn hóa và Thông tin huyện Hòn Đất là bà Trần Thị Lệ Hiền cho biết: "Huyện duy trì tổ chức và nâng cấp các lễ hội truyền thống trên địa bàn, trong đó chọn Lễ hội kỷ niệm Ngày hy sinh Anh hùng lực lượng vũ trang nhân dân Phan Thị Ràng làm lễ hội chủ đạo để tạo điểm nhấn thu hút khách du lịch hàng năm".
Chợ xã Thổ Sơn nằm dưới chân núi, giữa núi Hòn Đất và núi Hòn Me.

### Sách
- Anh Động (2010), Sổ tay địa danh Kiên Giang, Nhà xuất bản Đại học quốc gia Hà Nội.
- Lê Phát Quới (2010), Lớp thực vật của tỉnh Kiên Giang, Nhà xuất bản Kiên Giang.
- Lưu Minh Trị (2002), Tìm trong di sản văn hoá Việt Nam: Thăng Long–Hà Nội, Nhà xuất bản Văn hóa–thông tin.
- Nguyễn Văn Âu (2000), Một số vấn đề về địa danh học Việt Nam, Đại học quốc gia Hà Nội.